# Uden navn
Uden navn er en roman skrevet af Christian Kampmann. Romanen udkom i 1969 på forlaget Gyldendal. Romanen indeholder en psykologisk skildring af et ægteskabs opløsning.
| Bog | Spire Denne artikel om bøger og tidsskrifter er en spire som bør udbygges. Du er velkommen til at hjælpe Wikipedia ved at udvide den. |